# العلاقات الأذربيجانية الهايتية
العلاقات الأذربيجانية الهايتية هي العلاقات الثنائية التي تجمع بين أذربيجان وهايتي.

## مقارنة بين البلدين
هذه مقارنة عامة ومرجعية للدولتين:
| وجه المقارنة                                              | أذربيجان        | هايتي                                |
| --------------------------------------------------------- | --------------- | ------------------------------------ |
| المساحة (كم2)                                             | 86.60 ألف       | 27.75 ألف                            |
| عدد السكان (نسمة)                                         | 10.00 مليون     | 10.98 مليون                          |
| الكثافة السكانية (ن./كم²)                                 | 115.47          | 395.68                               |
| العاصمة                                                   | باكو            | بورت أو برانس                        |
| اللغة الرسمية                                             | اللغة الأذرية   | لغة فرنسية، اللغة الكريولية الهايتية |
| العملة                                                    | مانات أذربيجاني | جوردة هايتية                         |
| الناتج المحلي الإجمالي (بليون دولار)                      | 40.75 مليار     | 8.41 مليار                           |
| الناتج المحلي الإجمالي (تعادل القوة الشرائية) بليون دولار | 171.56 مليار    | 18.82 مليار                          |
| الناتج المحلي الإجمالي الاسمي للفرد دولار أمريكي          | 5.50 ألف        | 818                                  |
| الناتج المحلي الإجمالي للفرد دولار أمريكي                 | 17.52 ألف       | 1.73 ألف                             |
| مؤشر التنمية البشرية                                      | 0.751           | 0.483                                |
| رمز المكالمات الدولي                                      | +994            | +509                                 |
| رمز الإنترنت                                              | .az             | .ht                                  |
| المنطقة الزمنية                                           | ت ع م+04:00     | 00                                   |

## منظمات دولية مشتركة
يشترك البلدان في عضوية مجموعة من المنظمات الدولية، منها:
| علم المنظمة | اسم المنظمة                               | تاريخ انضمام أذربيجان | تاريخ انضمام هايتي |
| ----------- | ----------------------------------------- | --------------------- | ------------------ |
|             | الاتحاد البريدي العالمي                   | ?                     | ?                  |
|             | يونسكو                                    | 3 يونيو 1992          | 18 نوفمبر 1946     |
|             | البنك الدولي للإنشاء والتعمير             | 18 سبتمبر 1992        | 8 سبتمبر 1953      |
|             | وكالة ضمان الاستثمار متعدد الأطراف        | 23 سبتمبر 1992        | 11 ديسمبر 1996     |
|             | الاتحاد الدولي للاتصالات                  | 10 أبريل 1992         | 10 أكتوبر 1927     |
|             | منظمة الشرطة الجنائية الدولية             | ?                     | ?                  |
|             | مؤسسة التمويل الدولية                     | 11 أكتوبر 1995        | 20 يوليو 1956      |
|             | الأمم المتحدة                             | 2 مارس 1992           | 24 أكتوبر 1945     |
|             | مؤسسة التنمية الدولية                     | 31 مارس 1995          | 13 يونيو 1961      |
|             | منظمة حظر الأسلحة الكيميائية              | ?                     | ?                  |
|             | المركز الدولي لتسوية المنازعات الاستشارية | 18 أكتوبر 1992        | 26 نوفمبر 2009     |

## وصلات خارجية
- موقع وزارة الخارجية الأذربيجانية
- موقع وزارة الخارجية الهايتية